# Pekka Aho
Pekka Aho (né Petter Fredrik Brofeldt le 19 janvier 1864 à Lapinlahti et mort le 1er avril 1945 à Raahe) et un journaliste écrivain et militant politique finlandais. 

## Biographie
Pekka est fils du pasteur Henrik Gustaf Theodor Brofeldt et de Karolina Fredrika Emelie Snellman.
Pekka s'oppose activement à la politique de russification de la Finlande et participe comme conférencier à des réunions secrètes partout en Finlande.
Il est expulsé vers la Suède en 1903–1905.
Il y fait connaissance du mouvement de réveil spirituel et a son retour il devient prédicateur évangéliste.
Pekka et ses frères Juhani  et Kaarlo Aho sont impliqués dans la fondation des journaux Uusi Suometar, Keski-Suomi, Savo, Uusi Kuvalehti, Päivälehti et Helsingin Sanomat.

## Écrits

### Sous le nom dePekka Aho
- (fi) Kansan keskeltä : kolme kertomusta Savosta, Helsinki, Wickström, 1886
- (fi) Epäuskon ja tottelemattomuuden seurauksista, Kuopio, coll. « Kristillisiä kirjasia n:o 32 », 1908
- (fi) Kääntymiseni, Kuopio, coll. « Kristillisiä kirjasia n:o 34 », 1908

### Sous le nom dePekka Brofeldt
- (fi) Jakobin taistelu, Kuopio, coll. « Kristillisiä kirjasia 1 / 2 », 1904
- (fi) Jumalan kanssa, Kuopio, coll. « Kristillisiä kirjasia 1 / 1 », 1904
- (fi) Matkustaja! : minne matka?, Kuopio, coll. « Kristillisiä kirjasia 2 / 14 », 1904
- (fi) Miten kävi Noakin kirvesmiesten : mukaelma, Kuopio, coll. « Kristillisiä kirjasia 2 / 8 », 1904
- (fi) Niitten tulevaisuus, jotka kadotetaan, Kuopio, coll. « Kristillisiä kirjasia 1 / 6 », 1904
- (fi) Olkaa täydelliset!, Kuopio, coll. « Kristillisiä kirjasia 2 / 13 », 1904
- (fi) Piirteitä Kristuksen kärsimisestä ja voitosta, Kuopio, coll. « Kristillisiä kirjasia. 2 / 10 », 1904
- (fi) Se kivi, jonka rakentajat hylkäsivät, Kuopio, coll. « Kristillisiä kirjasia. 1 / 5 », 1904
- (fi) Epäkunnossa : yhteiskunnallinen ja kirkollinen kuvaus, Kuopio, coll. « Kristillisiä kirjasia 3 / 16 », 1905
- (fi) Joulusanoma, Kuopio, coll. « Kristillisiä kirjasia. 3 / 18 », 1905
- (fi) Vastoinkäymisiä, Kuopio, coll. « Kristillisiä kirjasia. 3 / 17 », 1905
- (fi) Hengen uudistus : kristillisen seurakunnan alku : tutkistelua apostolien teoista, Helsinki, Ristin voitto, 1938
- (fi) Usko ja elämä, Helsinki, Ristin voitto, 1938
- (fi) Sota ja rauha : raamatuntutkistelua, Raahe, Jenny Brofeldt, 1945

### Sous le nom dePietari Brofeldt
- (fi) Hengen puheita, Kuopio, 1918
- (fi) Raamatun aikakaudet 1-2, Kuopio, Tekijä, 1918
- (fi) Jumala Kristuksessa, Mikkeli, Tekijä, 1926
- (fi) Synnin vallasta pelastettu, Mikkeli, Tekijä, 1926
- (fi) Evankelista Antti Lajusen muistoksi, Mikkeli, Tekijä, 1929
- (fi) Totuuden sana - Tuleneeko liika myöhään : seurakuntain vanhimmille ja muille vanhemmille uskovaisille selitykseksi, Mikkeli, Tekijä, 1929
- (fi) Helluntai-herätys Suomessa : muistelmia 20 v. ajalta, Helluntaikansa, 2005
- (fi) Paratiisin virrat : raamatuntutkiskelua, Helsinki, Ristin voitto, 1935